# A Turma da Maré Mansa
A Turma da Maré Mansa foi um programa humorístico de rádio, exibido nos anos 70/80 pelas emissoras cariocas: Rádio Mauá, Super Rádio Tupi e Rádio Globo. Apresentado por Antonio Luiz, o programa ia ao ar de Segunda a Domingo, das 21 às 22h, sempre que não havia transmissão esportiva[carece de fontes?]. O programa também chegou a ser exibido aos domingos, no início dos anos 80, no horário das 13 às 14h e nesta hora se intitulava A Seleção Maré-Mansista, onde eram exibidos os melhores quadros do programa diário.
O nome do programa era uma alusão ao seu patrocinador, A Impecável Maré Mansa, loja de roupas situada na Av. Marechal Floriano, no Centro do Rio de Janeiro, com filiais em vários bairros da cidade[carece de fontes?].
O humorístico era composto por vários quadros (esquetes), quase sempre se alternando no programa. Um dos poucos quadros "fixos" do programa era o Burroso, que encerrava o programa. Chico Anysio durante um período apresentava esquetes com seus famosos personagens, como apresentou também a Escolinha do Professor Raimundo. A Turma da Maré Mansa marcou época por um humor leve, sem apelações, que poderia ser ouvido por todas as idades[carece de fontes?].

## Alguns Humoristas que fizeram parte do programa
- Chico Anysio
- Zeba
- Geraldo Alves
- Lilico
- Manhoso
- Selma Lopes
- Jô Soares
- Jaime Filho
- Mário Tupinambá
- Orlando Drummond
- José Santa Cruz
- Urbano Lóes
- Lidia Matos
- Olney Cazarré
- Adalmária Mesquita
- Maria Teresa
- Altivo Diniz
- Marcos Plonka
- Zezé Macedo
- Rogério Cardoso
- Brandão Filho
- Suely Mey
- Nádia Maria
- Francisco Milani
- Os Trapalhões
- Orival Pessini
- Rony Rios
- Tutuca
- Zé Trindade
- Matinhos
- Ary Leite
- Nizo Neto
- Lilian Fernandes
- Rony Cócegas
- Rose Rondelli
- Welington Botelho